# Gui Minhai
Gui Minhai (桂民海; Guì Mínhǎi eller 桂敏海; Guì Mǐnhǎi), född 5 maj 1964 i Ningbo i Zhejiang, är en kinesisk-svensk förläggare och författare. Sedan 2015 sitter han fängslad i Kina.

## Biografi
År 1988 lämnade Gui Minhai Kina för att studera i Sverige där han kom att stanna efter att protesterna och massakern på Himmelska fridens torg 1989 gjort det svårt för demokratiförespråkare och reformvänner att verka i Kina. Han blev svensk medborgare 1992. I Sverige doktorerade han, gifte sig och fick dottern Angela Gui. När det politiska klimatet i Kina lättade flyttade Gui tillbaka.
Gui Minhai etablerade bokförlaget Causeway Bay Books i Hongkong. Förlaget ger ut böcker om fastlandspolitiska intriger och insiderinformation från det kinesiska kommunistpartiet. Verken är förbjudna i Fastlandskina. Förlaget har vidare publicerat böcker om Mao Zedongs sexualliv, misstänkt korruption kring Jiang Zemin och flera böcker om Xi Jinping.

### Fängslad i Kina

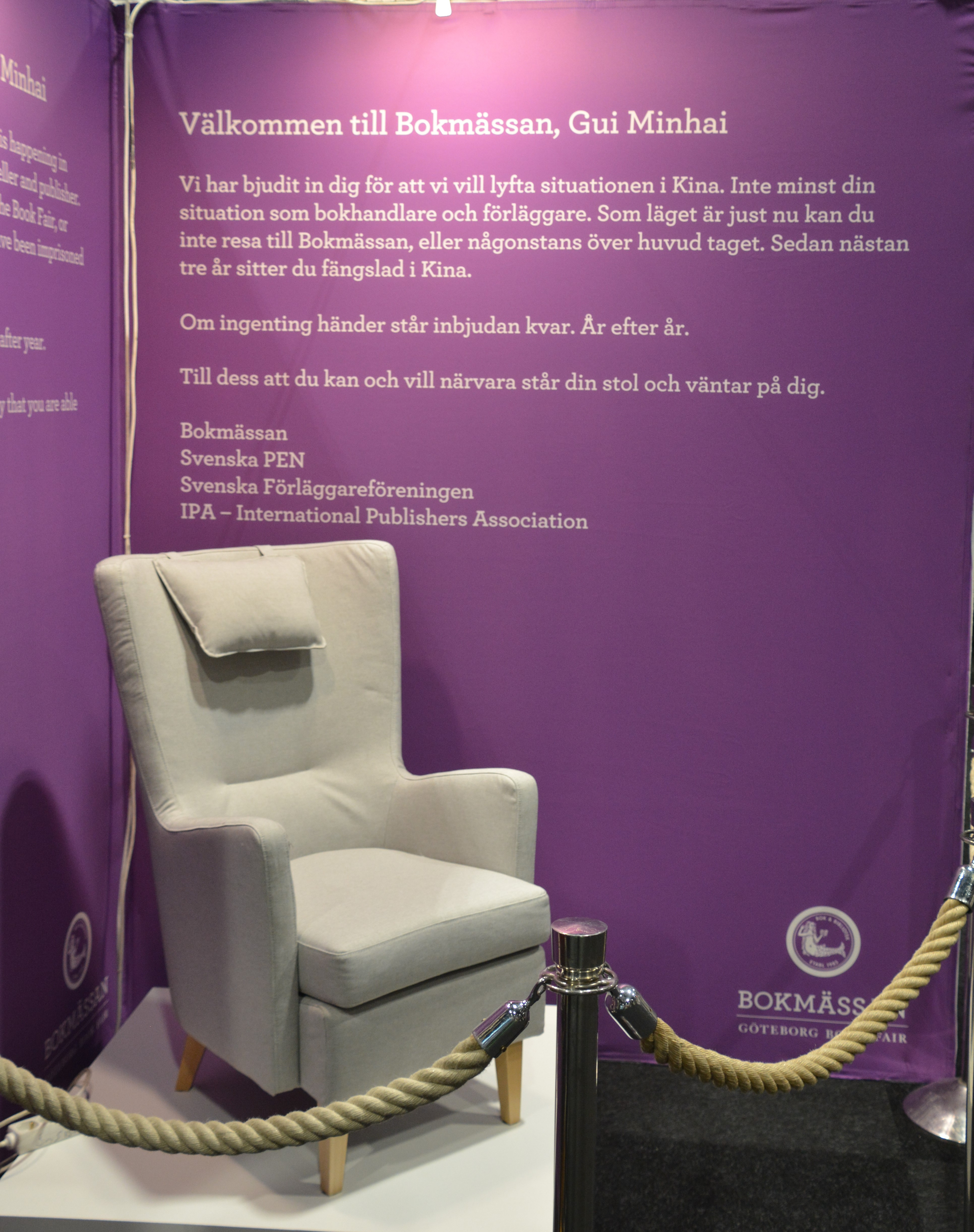
Fåtölj på Bokmässan i Göteborg 2018 för att välkomna Gui Minhai, som inbjudits till mässan

Gui Minhai försvann 17 oktober 2015 från Pattaya i Thailand, där han befann sig på semester, efter att ha setts lämna sin lägenhet tillsammans med en okänd man. Därefter försvann även fyra andra medarbetare på Causeway Bay Book under perioden oktober till december 2015. Före sitt försvinnande skall Gui ha förberett publicering av boken Xi Jinping och hans älskarinnor eller Xi och hans sex kvinnor.
Den 17 januari 2016 framträdde Gui på kinesiska statstelevisionen CCTV och uppgav att han frivilligt hade återvänt till Kina för att ta ansvar för ett trafikbrott från 2003. De kinesiska myndigheterna uppgav den 20 oktober 2017 att Gui Minhai hade släppts vilket hans dotter meddelade att hon inte kunde bekräfta. Den 27 oktober uppgav journalisten Jojje Olsson att Gui Minhai hade ringt till sin dotter. Olsson framförde att han var frisläppt, men att han fortfarande behövde tillstånd från polisen för att resa till Europa, vilket innebär att han fortfarande inte är fri, enligt densamme Olsson. SVT hade samtidigt fått uppgifter om att Minhai befann sig tillsammans med sin hustru i staden Ningbo, i samma stad som han hade varit fängslad i förut. Dock hade SVT inte haft någon direktkontakt med honom. Sveriges utrikesdepartement kunde inte bekräfta uppgifterna. 20 januari 2018 greps Gui Minhai när han tillsammans med två svenska diplomater färdades i ett tåg från Shanghai mot Peking. Gui framträdde på nytt i kinesisk TV 9 februari 2018 där han avsade sig yttrandefrihetspriset Prix Voltaire, som han just tilldelats, och hävdade att svenska myndigheter bar skulden till den situation han befann sig i.
Den 24 februari 2020 meddelades att Gui Minhai dömts till tio års fängelse i en kungörelse från en domstol i staden Ningbo utanför Shanghai, för att olagligen ha tillhandahållit information till utlandet.

### Engagemang för frigivandet av Gui Minhai
Under ett officiellt besök i Kina i juni 2017 tog Stefan Löfven upp fallet med Xi Jinping. I februari 2018 skrev 37 europaparlamentariker till Xi Jinping där de krävde Gui Minhais ovillkorliga frigivande.
Efter olympiska vinterspelen 2022 i Peking skänkte skridskoåkaren Nils van der Poel bort den ena av sina två guldmedaljer till Gui Minhai genom att överlämna medaljen till Guis dotter Angela Gui. Han uttalade att han menar att den kinesiska regeringen utnyttjar olympiernas drömmar som ett politiskt vapen för att legitimera sin egen regim, och att han önskar att människorättskränkningar i Kina minskar och att Gui Minhai friges.

## Utmärkelser
- 2019 – I sin frånvaro tilldelad Tucholskypriset av Svenska PEN, den 15 november 2019.[17][18]